# 林聖爵
林聖爵（1976年—），中華民國雲林縣政治人物，中國國民黨籍，現任斗六市市長，曾任兩屆雲林縣議會議員及一屆斗六市市民代表。2011年因當選無效而解職議員，由張和平遞補當選。早年為民主進步黨市民代表，後多以無黨籍參政，2013年加入國民黨至今。

## 政治參與

### 2018年斗六市第11屆市長選舉
| 號次 | 黨籍       | 姓名   | 得票數 | 得票率 | 當選 |
| ---- | ---------- | ------ | ------ | ------ | ---- |
| 1    | 無黨籍     | 陳明章 | 11,178 | 19.41% |      |
| 2    | 民主進步黨 | 林慧如 | 21,631 | 37.56% |      |
| 3    | 中國國民黨 | 林聖爵 | 23,800 | 41.33% |      |
| 4    | 無黨籍     | 黃劭偉 | 969    | 1.68%  |      |

## 政績
因2020新冠肺炎疫情導致農產品滯銷，自掏腰包向果農採購近千斤鳳梨，提供斗六市長青食堂長老長輩飯後水果。
雲林縣斗六市第一公有零售市場（東市場）41位攤販，不滿市公所不再續租，並於下個月要封鎖市場並強制拆除，明天要北上總統府陳情，要求緩拆及妥善安置業者，市場會長薛永清及多名攤販直指市長林聖爵作風蠻橫「鴨霸」。
打造運動城市鄰里公園增設各類運動場所：膨鼠森林公園、金瓜鼠公園、市立運動場整修完工等，任內讓圓環光雕水舞重現斗六風華，讓斗六成為宜居城市。
斗六市外環道整治/提升道路品質，重要機關聚集區，以「人本交通環境」，串聯周邊重要景觀據點。